# Триметадион
Триметадио́н (торговая марка "Триметин") — противоэпилептическое лекарственное средство из группы производных оксазолидина. Эффективен при малых формах эпилепсии (при лечении абсансов) благодаря его свойствам по повышению порога развития эпилептических припадков, однако из-за его токсичности применяется только в трудноизлечимых случаях, при устойчивости к терапии другими препаратами. Имеются сведения о возможности тератогенного действия препарата. В связи с побочными эффектами и появлением новых, более эффективных препаратов триметин в настоящее время имеет ограниченное применение.
По физическим свойствам: белый кристаллический порошок со слабым своеобразным запахом и холодящим горьковатым вкусом. Растворим в воде, легко растворим в спирте.